# ماهی چشم‌گاوی باله‌بلند
ماهی چشم‌گاوی باله‌بلند (نام علمی: Cookeolus japonicus) نام یک گونه از تیره تیبرماهیان است.